# Басаван
Басаван (*д/н — прибл. 1615) — індійський художник-мініатюрист часів перших падишахів з династії Великих Моголів.

## Життєпис
Про родину Басавана нічого не відомо. Народився на території сучасного штату Уттар-Прадеш. Згодом перебирається до Аґри, де стає учнем відомого художника Абд аль-Самада. У 1585 році разом із двором падишаха перебирається до Лахору. Приблизно між 1595 та 1600 роках, після смерті аль-Самада очолює кітабхану (майстерню падишаха), стає першим маляром імперії. На цій посаді він залишався дос амої смерті. Помер Басван вже за правління падишаха Джаханґіра.

## Творчість
Всього у доробку Басавана близько 100 мініатюр. Брав участь в ілюстрювані манускриптів «Разм-наме» (1582–1586 роки), де виконав 33 мініатюри, «Тимур-наме» (1584 роки), де виконав 30 мініатюр, «Акбар-наме», «Дараб-наме», «Багарістан» Джамі. Став першим серед індійських художників, хто став використовувати західні досягнення у малюванні. Водночас зберігав традиції перської мініатюри.
Володів винятковим почуттям композиції. Люди у нього немов живі, а пейзаж вражає витонченістю. Деякі сцени він зображує з великою майстерністю. Особливо слід відзначити його мініатюру, присвячену упокоренню Акбаром слона Хавая. Мініатюра має традиційний формат подвійної сторінки, але здається, що сцена обрамлена єдиною рамкою. Два величезних слона перебираються на інший берег по понтонному мосту, понтони можуть у будь-яку хвилину перекинутися. Річка Джамна вирує подібно натовпу, що тече з Червоного форту. Художник відобразив тут поспішні дії погоничів слонів, напругу на обличчях глядачів і тривогу візира, який молиться за життя падишаха.